# 1937 a jogalkotásban
1937-ben az alábbi jogszabályokat alkották meg:

## Magyarország

### Törvények
- 1937. évi I. törvénycikk Az 1934. évben Genfben tartott Nemzetközi Munkaügyi Egyetemes Értekezlet által a nők éjjeli munkája tárgyában tervezet alakjában elfogadott nemzetközi (módosított) egyezmény becikkelyezéséről
- 1937. évi II. törvénycikk A közúti jelzések egységesítése tárgyában Genfben, 1931. évi március hó 30. napján kelt egyezmény becikkelyezéséről
- 1937. évi III. törvénycikk A Budapest székesfőváros közigazgatásáról szóló 1930:XVIII. törvénycikk újabb kiegészítéséről és módosításáról
- 1937. évi IV. törvénycikk Az ügyvédi rendtartás tárgyában
- 1937. évi V. törvénycikk A szellemi és kulturális együttműködés tárgyában Berlinben 1936. évi május hó 28. napján kelt magyar-német egyezmény becikkelyezéséről
- 1937. évi VI. törvénycikk A városrendezésről és az építésügyről
- 1937. évi VII. törvénycikk A hajón szállított nehéz csomagok súlyának megjelöléséről
- 1937. évi VIII. törvénycikk Az országgyűlési képviselőjelölés újabb szabályozásáról
- 1937. évi IX. törvénycikk A légijáróművek biztosítási lefoglalására vonatkozó 1933. évi római nemzetközi egyezmény becikkelyezéséről
- 1937. évi X. törvénycikk A gazdasági és hitelélet rendjének, továbbá az államháztartás egyensúlyának biztosításáról alkotott 1931:XXVI. törvénycikkben a minisztériumnak adott felhatalmazás további meghosszabbításáról és az 1931:XXVI. tc. 9. §-ának módosításáról
- 1937. évi XI. törvénycikk Az 1937/38. évi állami költségvetésről
- 1937. évi XII. törvénycikk A termelő vagy szállító vállalatok jogi kezelése tárgyában a Szerb Horvát és Szlovén Királysággal 1928. évi február hó 22-én kötött Egyezmény becikkelyezéséről
- 1937. évi XIII. törvénycikk A több gyermekes alkalmazottak családi pótlékának felemeléséről
- 1937. évi XIV. törvénycikk Egyes közmunkák költségeinek fedezéséről
- 1937. évi XV. törvénycikk Az ezüstből verhető pénzérmék mennyiségének újabb megállapításáról
- 1937. évi XVI. törvénycikk A kiadatás és a bírósági bünügyi jogsegély tárgyában Budapesten, 1936. évi április hó 24-én kelt magyar-lengyel egyezmény becikkelyezéséről
- 1937. évi XVII. törvénycikk A mezőgazdasági érdekképviseletről szóló 1920:XVIII. törvénycikk kiegészítéséről és módosításáról
- 1937. évi XVIII. törvénycikk A területenkívüliséggel és a személyes mentességgel kapcsolatos eljárási szabályokról
- 1937. évi XIX. törvénycikk A kormányzói jogkör kiterjesztéséről és a kormányzóválasztásról
- 1937. évi XX. törvénycikk Az öntözőgazdálkodás előmozdításához szükséges intézkedésekről
- 1937. évi XXI. törvénycikk A munkaviszony egyes kérdéseinek szabályozásáról
- 1937. évi XXII. törvénycikk Az Állandó Nemzetközi Bíróságnak a hágai nemzetközi magánjogi egyezményeket értelmező hatáskörét megállapító jegyzőkönyv becikkelyezése tárgyában
- 1937. évi XXIII. törvénycikk A menekült bűntettesek kölcsönös kiadatásának további rendezése tárgyában Budapesten, 1936. évi szeptember hó 18-án kelt magyar-brit pótszerződés becikkelyezéséről
- 1937. évi XXIV. törvénycikk Az 1935. évben Genfben tartott Nemzetközi Munkaügyi Egyetemes Értekezlet által az öregség, rokkantság, halál esetére szóló biztosításban szerzett jogok fenntartására irányuló nemzetközi viszonosság létesítéséről tervezet alakjában elfogadott nemzetközi egyezmény (48. sz.) becikkelyezéséről
- 1937. évi XXV. törvénycikk Az egyenesadók tekintetében a kettős adóztatások elhárítása céljából Budapesten, 1936. évi június hó 17. napján kelt magyar-svéd egyezmény becikkelyezéséről
- 1937. évi XXVI. törvénycikk Az örökösödési illetékek tekintetében a kettős adóztatás elhárítása céljából Budapesten, 1936. évi november hó 20. napján kelt magyar-svéd egyezmény becikkelyezéséről
- 1937. évi XXVII. törvénycikk Az országgyűlés felsőháza jogkörének újabb megállapításáról
- 1937. évi XXVIII. törvénycikk Az országos mezőgazdasági kamara részéről a felsőházba választandó tagok számának megállapításáról